# 벌교상업고등학교
벌교상업고등학교(筏橋商業高等學校)는 대한민국 전라남도 보성군 벌교읍 회정리에 있는 공립 고등학교이다.

## 학교 연혁
- 1946년 11월 15일 : 벌교상업중학교 설립인가
- 1952년 4월 29일 : 벌교상업고등학교 인가
- 1971년 2월 27일 : 중학교 평준화에 근거 중.고 분리
- 1978년 10월 25일 : 학칙 변경 35학급 인가
- 2003년 3월 1일 : 벌교제일고등학교로 교명 변경
- 2012년 4월 11일 : 거점고등학교 지정(상업계)
- 2013년 3월 1일 : 벌교상업고등학교로 교명 환원
- 2014년 3월 1일 : 보성정보통신고 거점고 벌교상업고등학교로 통합(정보통신과 1학급)
- 2019년 3월 1일 : 학과 변경(ERP정보관리과→토탈뷰티과)
- 2019년 3월 1일 : 금융회계과 4학급, ERP정보관리과 4학급, 토탈뷰티과 2학급
- 2022년 9월 1일 : 제26대 박영철 교장 부임
- 2025년 1월 10일 : 제71회 졸업 22명, 졸업생 총 19,230명
- 2025년 3월 4일 : 2025학년도 신입생(금융회계과 12명, 토탈뷰티과 28명) 총 40명 입학

## 설치 학과
- 토탈뷰티과
- 금융회계과

## 참고 자료
- 벌교상업고등학교 - 한국교육학술정보원 학교알리미